# Walter-Jörg Langbein
Walter-Jörg Langbein (* 16. August 1954 in Coburg) ist ein deutscher Sachbuchautor.

## Leben
Walter-Jörg Langbein studierte evangelische Theologie in Erlangen und Münster, bevor er freiberuflicher Schriftsteller wurde. Bislang erschienen rund dreißig Sachbücher von ihm aus dem Gebiet der Grenzwissenschaften. Langbeins Werke wurden inzwischen in viele Sprachen übersetzt. 2000 wurde ihm der Preis für Exopsychologie der Dr.-Andreas-Hedri-Stiftung an der Universität Bern verliehen.
Seit Jahren konzentriert sich der populärwissenschaftliche Autor wieder verstärkt auf theologische Themen. Langbein bezeichnet sich auch als Bibelübersetzer.

## Publikationen (Auswahl)

### Buchveröffentlichungen
- Astronautengötter. Versuch einer Chronik unserer phantastischen Vergangenheit, Luxemburg 1979
- Die großen Rätsel der letzten 2500 Jahre, Augsburg 1993
- Bevor die Sintflut kam. Von Götterbergen und Geisterstätten, von Zyklopenmauern, Monstern und Sauriern, Stuttgart 1996
- Geheimnisse der Bibel, Taschenbuch, Ullstein, Berlin 1997
- Geheime Gesellschaften. Regeln, Riten und Bräuche, Rastatt 1997
- Das Reich der Magie. Kulte und Riten, Rastatt 1997
- Propheten und Götter – Kulte im alten Israel, Rastatt 1997
- Parapsychologische Phänomene. In Experimenten das eigene übersinnliche Potential erfahren, München 1997, ISBN 3-7787-2203-4
- Götter aus dem Kosmos, Rastatt 1998
- Von Außerirdischen entführt. Die Experimente der Aliens, Bindlach 1999
- Lexikon der biblischen Irrtümer. Von A wie Auferstehung Christi bis Z wie Zeugen Jehovas, München 2004, ISBN 978-3-7844-2922-9
- Lexikon der Irrtümer des Neuen Testaments. Von A wie Apokalypse bis Z wie Zölibat, München 2004, ISBN 978-3-7844-6020-8
- Brot und Wein. Gesund essen mit der Bibel, München 2007
- Eine kurze Geschichte von Gott. Von der Vorzeit bis heute, Berlin 2007, ISBN 978-3746681511.
- 2012 – Endzeit und Neuanfang. Die Botschaft der Mayas, München 2009, ISBN 978-3776626186.
- Die Geheimnisse der sieben Weltreligionen: Woran die Menschen glauben, Amazon Kindle Edition, 2017
- Monstermauern, Mumien und Mysterien: Band 1, Taschenbuch, NIBE-Verlag, Alsdorf 2018, ISBN 978-3947002146
- Monstermauern, Mumien und Mysterien: Band 2, Taschenbuch, NIBE-Verlag, Alsdorf 2018, ISBN 978-3947002801
- Monstermauern, Mumien und Mysterien: Band 3, Taschenbuch, NIBE-Verlag, Alsdorf 2019, ISBN 978-3966070072

### Beiträge zu Anthologien
- Die Sache mit den Urtexten. In: Neue Beweise der Prä-Astronautik, Moewig, Rastatt 1979
- Das Rätsel der Steinverglasungen. In Kosmische Spuren, hrsg. von Erich von Däniken, München 1988
- Das Geheimnis von Stonehenge. In: „Orte der Kraft - Kräfte des Lebens“, hrsg. von Wulfing von Rohr, Münsingen-Bern 1991
- Das Rätsel von Rock Lake. In: Neue kosmische Spuren, hrsg. von Erich von Däniken, München 1992
- Die biblischen Urtexte. In: Fremde aus dem All, hrsg. von Erich von Däniken, München 1995
- Entführung bei den Externsteinen. Der Fall Yvonne Schneider. In: Das UFO-Syndrom, hrsg. von Johannes Fiebag, München 1996
- Ein kosmisches Horrorkabinett. Die Sammlung von Cabrera Darquea. In: Sind wir allein?, hrsg. von Ulrich Dopatka, Düsseldorf 1996
- Zusammen mit Hans-Werner Sachmann: Charles Hoy Fort. Der Chronist des Unerklärlichen. In: Das Erbe der Götter, hrsg. von Erich von Däniken, München 1997
- Tempel und Götterfahrzeuge in Indien. In: Jäger verlorenen Wissens. Auf den Spuren einer verbotenen Archäologie, hrsg. von Erich von Däniken, Rottenburg 2003